# Nuova Verolese Calcio A.S.D.
Nuova Verolese Calcio Associazione Sportiva Dilettantistica là một đội bóng đá có trụ sở tại Verolanuova, Lombardia.

## Lịch sử

### Thành lập
Câu lạc bộ được thành lập vào năm 1911 và được thành lập lại vào năm 1976.

### Giải tán
Trong mùa giải 2009-10, câu lạc bộ từ Eccellenza Lombardy đã được thăng hạng lên Serie D, nhưng mùa giải tiếp theo lại ngay lập tức xuống hạng Eccellenza Lombardy. Trong mùa 2011-12, đội đã xuống hạng Promozione.
Sau khi khởi động một dự án hợp tác với ASDSS Dellese, để hợp nhất hai công ty trong mùa tiếp theo, đội không tham gia giải vô địch 2012-13. mặc dù chính thức nó vẫn được gọi là Dellese. Đối thủ lớn nhất của đội là Orceana Calcio.